# 洛雷恩 (紐約州普查規定居民點)
洛雷恩（英語：Lorraine）是位於美國紐約州傑佛遜縣的普查規定居民點。

## 人口
根據2020年美國人口普查的數據，洛雷恩的面積為1.27平方千米，皆為陸地。當地共有人口139人，而人口密度為每平方千米109.45人。